# Vlag van de Volksrepubliek Loegansk

Vlag van de Volksrepubliek Loegansk

Er is niet veel bekend over de vlag van de Volksrepubliek Loegansk. De eerste vlag had een soortgelijk ontwerp als de vlag die werd gebruikt door de Volksrepubliek Donetsk, met als belangrijkste verschillen dat de bovenste streep lichtblauw of cyaan was in plaats van zwart, de vlag een ander wapen had en de woorden "Loegansk Republiek" (Луганская Республика) in het Russisch bevatte.  De originele lichtblauwe tint die voor de bovenste streep werd gebruikt, is mogelijk geïnspireerd op de blauwtint die wordt gebruikt in de vlag van de stad Loegansk.  De tweede versie werd ergens in oktober 2014 aangenomen, waarbij de afkorting van de lokale naam van de staat de eerdergenoemde tekst verving.  Op 2 november 2014 nam de Republiek een nieuwe vlag aan die leek op de vorige vlaggen, maar het wapen ontbrak en de vlag had een helderdere rode streep.

Eerste vlag van de Volksrepubliek Loegansk weergegeven op 9 mei 2014
Variant van de eerste vlag van de Volksrepubliek Loegansk, die vóór oktober 2014 voornamelijk door de staat werd gebruikt
Tweede vlag van de Volksrepubliek Loegansk (oktober 2014 – 2017)
Derde vlag van de Volksrepubliek Loegansk (2017)
Huidige vlag van de Volksrepubliek Loegansk

Abchazië · Donetsk · Kosovo · Loegansk · Nagorno-Karabach · Republiek China · Sahrawi Arabische Democratische Republiek · Somaliland · Transnistrië · Turkse Republiek Noord-Cyprus · Zuid-Ossetië
Zie ook: Vlaggen van afhankelijke gebieden · Vlaggen van subnationale entiteiten (per land)